# Hidrodinâmica
A hidrodinâmica (ou dinâmica de fluidos) é sub-área da hidráulica. Sendo esta a ciência que trata da mecânica dos fluidos, a hidrodinâmica refere-se especificamente a ciência que trata do movimento dos fluidos — fluxo de líquidos e gases. Refere-se à variáveis que atuam sob os líquidos em movimento, tais quais velocidade, aceleração e força. Tem várias aplicações, incluindo a aerodinâmica, a engenharia naval e dimensionamentos hidráulicos. Devido as características complexas dos fluidos reais, e a consequente dificuldade de equacioná-los, a hidrodinâmica passou a trabalhar com o chamado fluido perfeito — fluido sem atrito, viscosidade, coesão ou elasticidade. Devido a essas simplificações, a hidrodinâmica era, inicialmente, uma ciência com aplicações práticas limitadas. Entretanto, com o desenvolvimento de fórmulas empíricas a partir da experimentação e com o avanço de tecnologias que possibilitaram trabalhar com equações bastante complexas, a hidrodinâmica passou a ser um instrumento de valor prático indiscutível.

## Modelagem hidrodinâmica
É o ramo da modelagem ambiental e computacional que, usando equações e conceitos da mecânica dos fluidos e da hidráulica, visa representar a dinâmica do escoamento de fluidos em meios naturais e/ou modificados e as diferentes características (velocidade, vazão, coluna d'água, propagação da onda do fluido) do escoamento do fluido nesses meios. Estes modelos quando completos, consistem num agregado de equações diferenciais parciais que, devido à presença de termos não lineares, só admitem soluções analíticas em casos muito simplificados. Os modelos hidrodinâmica, e eles são divididos em:
- Modelos 1D: modelam o escoamento em apenas uma direção;

- Modelos Quasi-2D: usam de uma teia de ligações, células e/ou nós, com os caminhos do escoamento pré-definidos para permitir a armazenagem em locais específicos;

- Modelos 2D: resolvem as equações de Navier-Stokes para duas dimensões;

- Modelos 1D/2D: modelos mistos, utilizam a parte 1D para escoamento em tubos e a parte 2D para canais com regiões de alagamento;

- Modelos 3D: resolvem completamente as equações de Navier-Stokes em três dimensões.[4]